# どぶろっくの一物
『どぶろっくの一物』（どぶろっくのいちもつ）は、2022年4月2日からサガテレビで放送されているバラエティ番組である。通称「どぶイチ」。

## 概要
2022年3月まで放送された『熱血農業バラエティ 農カモン』の後番組で、どちらも佐賀県三養基郡基山町出身のお笑いコンビ「どぶろっく」による地元初の冠番組。
『一物（いちもつ）』には本来「一つの品物」「心中に秘めたたくらみ」「陰茎」などを意味するが、ここでは「ナンバーワンやオンリーワンの物」を意味し、自信を持って紹介できる一番の物や、視聴者のオンリーワンの物をどぶろっくの2人が見つける地域活性化バラエティーを標榜する。ただし、どぶろっくの持ちネタが由来であり、そのネタが陰茎をモチーフにした曲であることから、「下ネタだけの番組ではではないが愛せる下ネタは許してください。」とも説明されている。とはいえ、淫靡な響きを持つ名前のモノを取り上げるような回もあれば、どぶろっくのファンである児童に会いに行く企画まで幅広いのが特徴。
まったくアポなしで佐賀の街を歩くロケ番組で、そこで出会う人々から「一物」＝「どぶイチ」を紹介してもらう。番組では、美味しいものを食べると「うまイチモツ」と言いながら恍惚な表情を浮かべるお約束がある。
2023年1月9日からフジテレビ系列（FNS）で放送されている昼のバラエティ番組『ぽかぽか』内のコーナーで、FNS各局で放送されている番組を紹介する「FNSおすすめジモTV」の1週目（9日 - 13日）のコンテンツとして9日はサガテレビのアナウンサーである平川邦明、11日以降はどぶろっく立会いの下、全国に向けて過去の企画から紹介された。
2023年11月にはNHK佐賀放送局にて放送されている『月刊 発見佐賀!食べごろギュッとくん』とのコラボレーションを実施。同番組にどぶろっくが出演すると同時に本番組でも『食べごろギュッとくん』の出演者であるはなわがゲスト出演した。
2024年2月24日の放送100回記念の海外ロケとしてソウルへ行き、【皆さんのおかげで番組放送１００回達成！】放送に向け3週に渡りin韓国編を放送した。
また、2025年4月1日から系列局のKTNテレビ長崎でもネット開始。（番組史上初めてのネット局拡大）

## 放送時間
- 土曜 17:59 - 18:30（JST）[注 1]

キー局のフジテレビでは、本番組が放送されている土曜18時に『ミュージックフェア』を放送しているが、サガテレビでは同番組を放送することができず、苦肉の策として本番組のような独自編成を敷いている。元々はサガテレビでも放送されていたが、同番組が1981年10月の改編で「通常のネットワークセールス番組」から「地域限定スポンサードネットでスポンサーの推薦を受けないとネット出来ない同時ネット番組」という形へと変更され、その推薦を受けられなかったために打ち切りとなった。
なお、『どぶろっくの一物』はFODやTVerでも配信されているため全国で視聴できるが、『ミュージックフェア』は見逃し配信などを行っていないため、佐賀県内では他のFNS系列局で視聴することになる。
STSサガテレビ　毎週土曜日17:59
KTNテレビ長崎　毎週火曜日16:18 2025年4月1日〜